# Чёрный Мыс (Колыванский район)
Чёрный Мыс — деревня в Колыванском районе Новосибирской области. Входит в состав Новотроицкого сельсовета.

## География
Площадь деревни — 19 гектаров.
Деревня расположена в болотистой местности, в 42 километрах к северо-востоку от посёлка городского типа Колывань, на окраине Орско-Симанской лесной дачи. В 3 километрах к югу от деревни протекает река Обь, в 3 километрах к северу находится озеро Минзелинское.

## Население
| 1996 | 2002 | 2007 | 2010 |
| ---- | ---- | ---- | ---- |
| 34   | ↗52  | ↘29  | ↘19  |

Население деревни — 34 жителя (1996 год). По данным на 2000 год в деревне проживают чаты — коренная этническая группа Западной Сибири, одна из ветвей сибирских татар.

## Инфраструктура
В деревне по данным на 2007 год функционируют 1 учреждение здравоохранения и 1 учреждение образования.

## Достопримечательности
Рядом с деревней расположен археологический памятник — могильник кулайской культуры, найденный рядом с деревней на берегу реки Уень. Кулайская культура (III век до н. э. — V в. н. э.) относится к железному веку. Одно из погребений из-за обилия находок получило полушутливое прозвище «гробница Тутанхамона» по аналогии со знаменитой находкой в Египте. В могиле найдены бронзовый боевой топор, железное копьё, костяные и бронзовые наконечники стрел, костяные гарпуны, войлочная шляпа с двумя бронзовыми лентами, костяные фигурки животных. Предполагается, что изготовление животных было частью религиозных культов древних жителей.